# SAS Norge
SAS Norge (ursprünglich Braathens S.A.F.E., danach Braathens und SAS Braathens) war eine norwegische Fluggesellschaft mit Sitz in Oslo und Basis auf dem Flughafen Oslo-Gardermoen. Seit 2002 war sie ein Tochterunternehmen der SAS Scandinavian Airlines und wurde 2009 vollständig in diese integriert.

## Geschichte

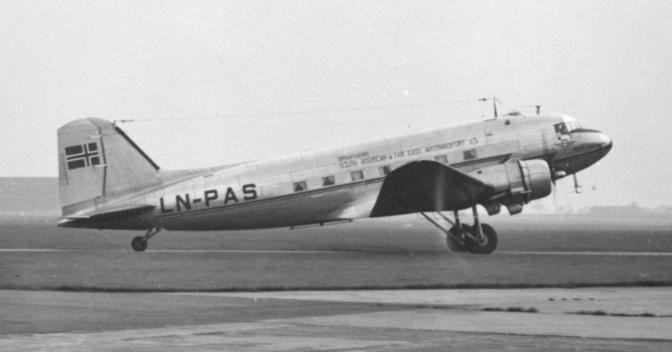
Eine Douglas DC-3 der Braathens S.A.F.E. im Jahr 1952

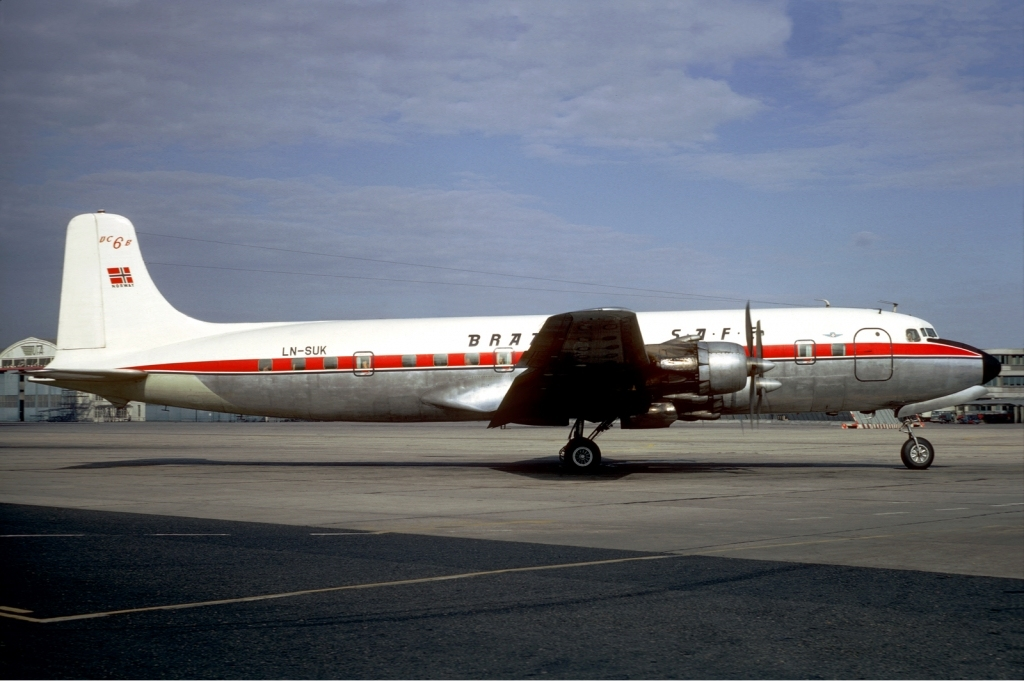
Eine Douglas DC-6 der Braathens S.A.F.E. im Jahr 1971

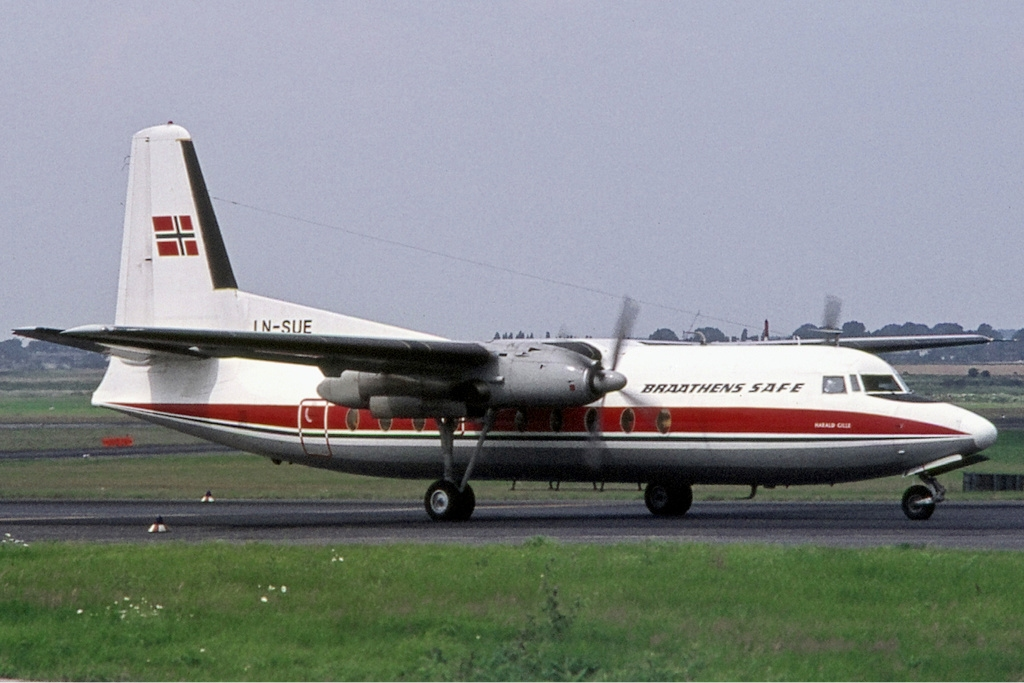
Eine Fokker F-27 Friendship der Braathens S.A.F.E. im Jahr 1974

### Gründung und erste Jahre
Die Gesellschaft wurde am 26. März 1946 von norwegischen Schiffseigner Ludvig G. Braathen als Braathens S.A.F.E. (kurz für Braathens South American and Far East Air Transport A/S) gegründet in der Absicht, seine Schiffe in den anderen Teilen der Welt zu versorgen, und begann mit dem Betrieb von Charterflügen nach Fernost und Südamerika. Verwendet wurden dabei überzählige Douglas DC-4 der US Air Force. Der erste Start war am 30. Januar 1947.
Früher flog man nur tagsüber mit Hotelübernachtungen an den Zwischenstopps. Die Route war Oslo–(Stavanger)–Amsterdam–Marseille–Kairo–Basra–Karatschi–Kalkutta–Bangkok–Hongkong. In dieser Zeit gab es keine andere europäische Gesellschaft, die Flüge nach Fernost anbot, mit Ausnahme von BOAC, welche mit Wasserflugzeugen operierte. Im Jahr 1947 beschaffte sich Braathens SAFE Douglas DC-3. Zwischen 1947 und 1948 unternahm die Gesellschaft insgesamt 75 Flüge nach Hongkong.
Die Airline Det Danske Luftfartselskab (ein Vorläufer der heutigen SAS Scandinavian Airlines) hatte früher ein Monopol auf internationale Linienflüge von Norwegen aus. Die norwegischen Behörden behaupteten, durch die häufige Durchführung des Ostasien-Fluges sei er als Linienflug einzustufen und nötigte die Gesellschaft, eine Konzession zu beantragen, welche dann auch für fünf Jahre erteilt wurde.
Braathens flog 1948 auch nach Venezuela und Panama, konnte allerdings nicht die nötigen Bewilligungen erhalten, und so kam es nie zu einer regulären Verbindung.
Das Monopol wurde 1951 an SAS übertragen. Eine Übereinkunft mit der isländischen Gesellschaft Loftleidir ermöglichte es Braathens für zehn Jahre, mit einer Douglas DC-4 via Island in die USA zu fliegen. Diese Konzession wurde mit Ende des Vertrags jedoch nicht verlängert.

### Konzentration auf das Inland in den 1950er Jahren
Nachdem Braathens nun keine ausländischen Destinationen mehr betreiben konnte, konzentrierte man sich ganz auf inländische Flugverbindungen, musste sich aber auf Routen beschränken, welche vom Monopolisten SAS nicht betrieben wurden. Die erste inländische Route 1954 war Oslo–Tønsberg–Stavanger mit Maschinen des Typs De Havilland DH.114 Heron. In den folgenden Jahren nahm man auch Flüge nach Trondheim, Røros und Kristiansand ins Programm auf. Das Netz wurde nun laufend erweitert.
Am 22. September 1958 erhielt die Gesellschaft ihre erste von mehreren Fokker F-27 Friendship, welche die De Havilland Herons ersetzen sollten. Für den Charterbetrieb beschaffte man sich Douglas DC-6. Der wachsende Tourismus in den 1960er- und 1970er-Jahren ermöglichte Charterflüge nach Südeuropa.

### Einstieg in das Jet-Zeitalter

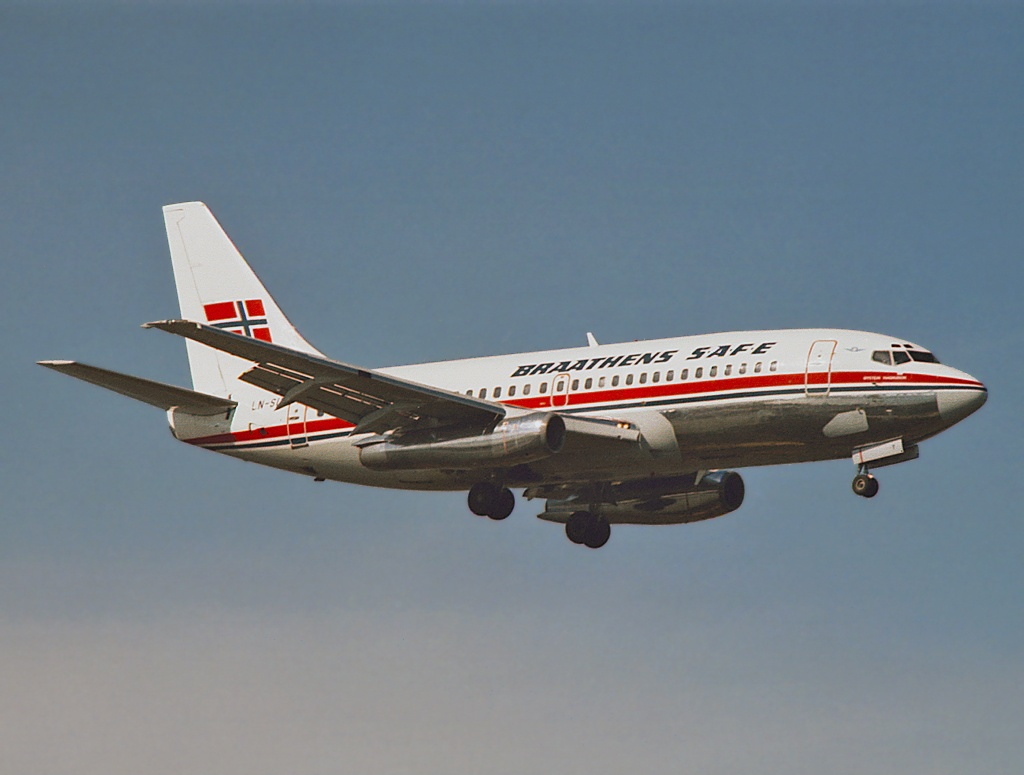
Eine Boeing 737-200 der Braathens S.A.F.E.

Braathens bestellte seine ersten Strahlflugzeug, zwei Boeing 737-200, im Jahr 1965, sowie auch vier Fokker F28. Die beiden Boeing 737 dienten dem Charterverkehr, die Fokker den Inlandsflügen. Der Flugbetrieb wurde u. a. zum neu errichteten Flughafen Kristiansund erweitert. 
Mit Beginn der Ölförderung 1971 in Norwegen begann das Unternehmen auch einen Helikopterbetrieb. Im Jahr 1974 wurde ein elektronisches Reservierungssystem eingeführt. 
Im Jahr 1977 trat die Gesellschaft ihr letztes Propellerflugzeug des Typs Fokker F-27 an die Air Executive Norway ab, die im Anschluss den Linienverkehr auf den schwächer frequentierten Routen für Braathens S.A.F.E. ausführte.
Die 1984 beschafften Boeing 767-200 stellten sich mit 242 Plätzen als zu groß heraus und wurden 1986 zusammen mit den Fokker F28 wieder verkauft. Dafür bestellte man weitere Boeing 737-400 und -500, die aber gleich wieder verkauft und zurückgemietet wurden. Durch den Verkauf der Boeing 737 (bis auf zwei, welche erst 1994 ersetzt wurden) bekam die Gesellschaft mehr Geld als sie seinerzeit für den Neukauf bezahlt hatte.

### Deregulierung und Expansion in den 1990er Jahren

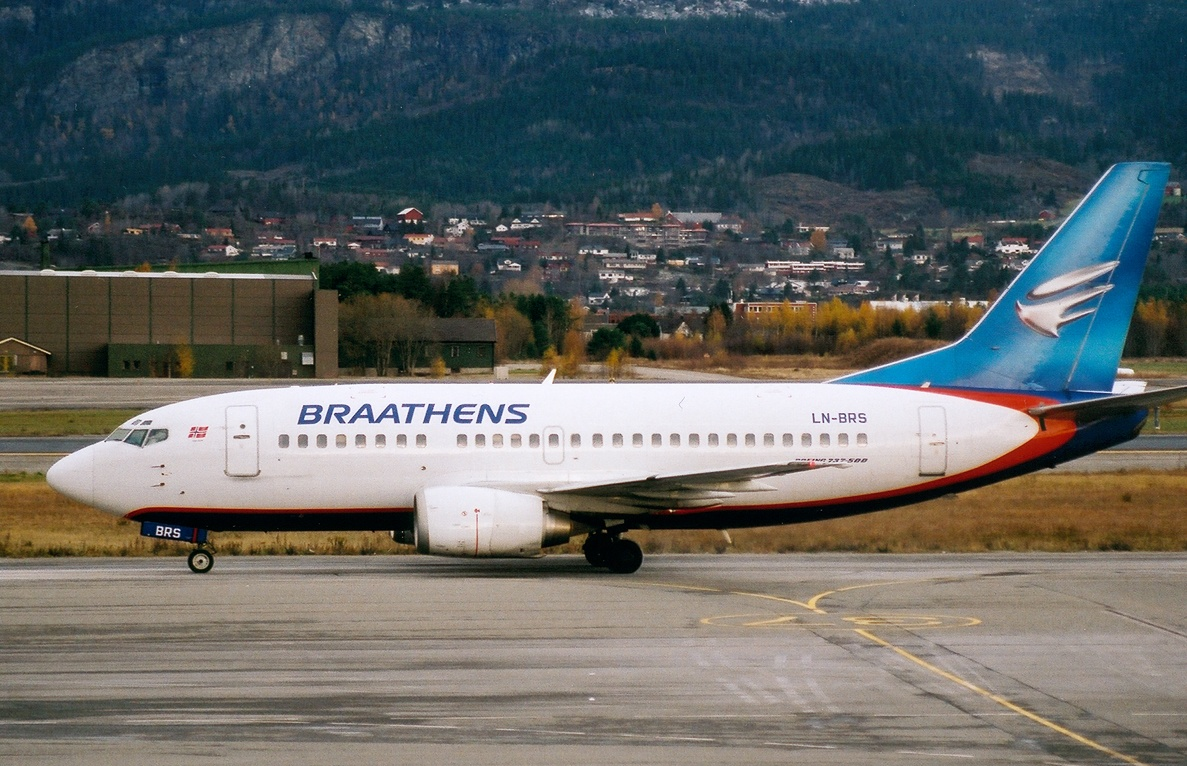
Eine Boeing 737-500 der Braathens

Nach ersten Ansätzen 1987 wurde der norwegische Airline-Markt am 1. April 1992 freigegeben. Während SAS dies begrüßte, war der Moment für Braathens nicht gerade günstig. Sie befand sich in einer vorübergehenden finanziellen Krise, in die sie sich mit neuen 737 gebracht hatte. Geldspritzen seitens der sich im Familienbesitz befindlichen Braathens-Reederei und anderer Investoren brachten insgesamt 400 Millionen NOK. Der Verkauf der Helikopter-Division brachte nochmals 225 Millionen NOK.
Nach der Deregulierung fingen SAS und Braathens an, sich gegenseitig Konkurrenz auf ihren jeweiligen Stammlinien zu machen.
Im Jahr 1996 kaufte Braathens S.A.F.E. die schwedische Transwede und 1998 Malmö Aviation. Die drei Gesellschaften fusionierten zum 1. Januar 1999 unter dem gemeinsamen Namen Braathens (nun ohne S.A.F.E.). Auch die norwegische Nationalflagge wurde durch ein Firmenlogo ersetzt. 
Im selben Jahr kaufte KLM 30 Prozent der Firmenanteile und Braathens wurde Teil der damaligen Allianz von KLM mit Northwest Airlines. Braathens übernahm den Zubringerdienst zwischen Norwegen und dem Hub von KLM auf dem Amsterdam Airport Schiphol.
Im Jahr 1998 war Braathens vom Flughafen Oslo-Fornebu, der geschlossen wurde, zum neuen Flughafen Oslo-Gardermoen umgezogen.
Kontrovers war das neue Zweiklassen-Konzept von Braathens, genannt Best/Back. Für Inlandsflüge kannte man bis dahin nur eine Sitzklasse. Braathens bot stets auch niedrigere Preise an, welche aber an enge Bedingungen (z. B. Wochenend-Übernachtung) geknüpft waren. Nun setzte Braathens die „Billig-Passagiere“ in den hinteren Teil, und die Vollzahler in den vorderen Teil der Maschine; hinten war der Sitzabstand enger und es gab keinen kostenfreien Service. Dies führte jedoch dazu, dass die meisten Leute nur noch Billigplätze kauften und der Trennvorhang zwischen den Klassen immer weiter nach vorne wanderte.

### Niedergang und Übernahme durch SAS

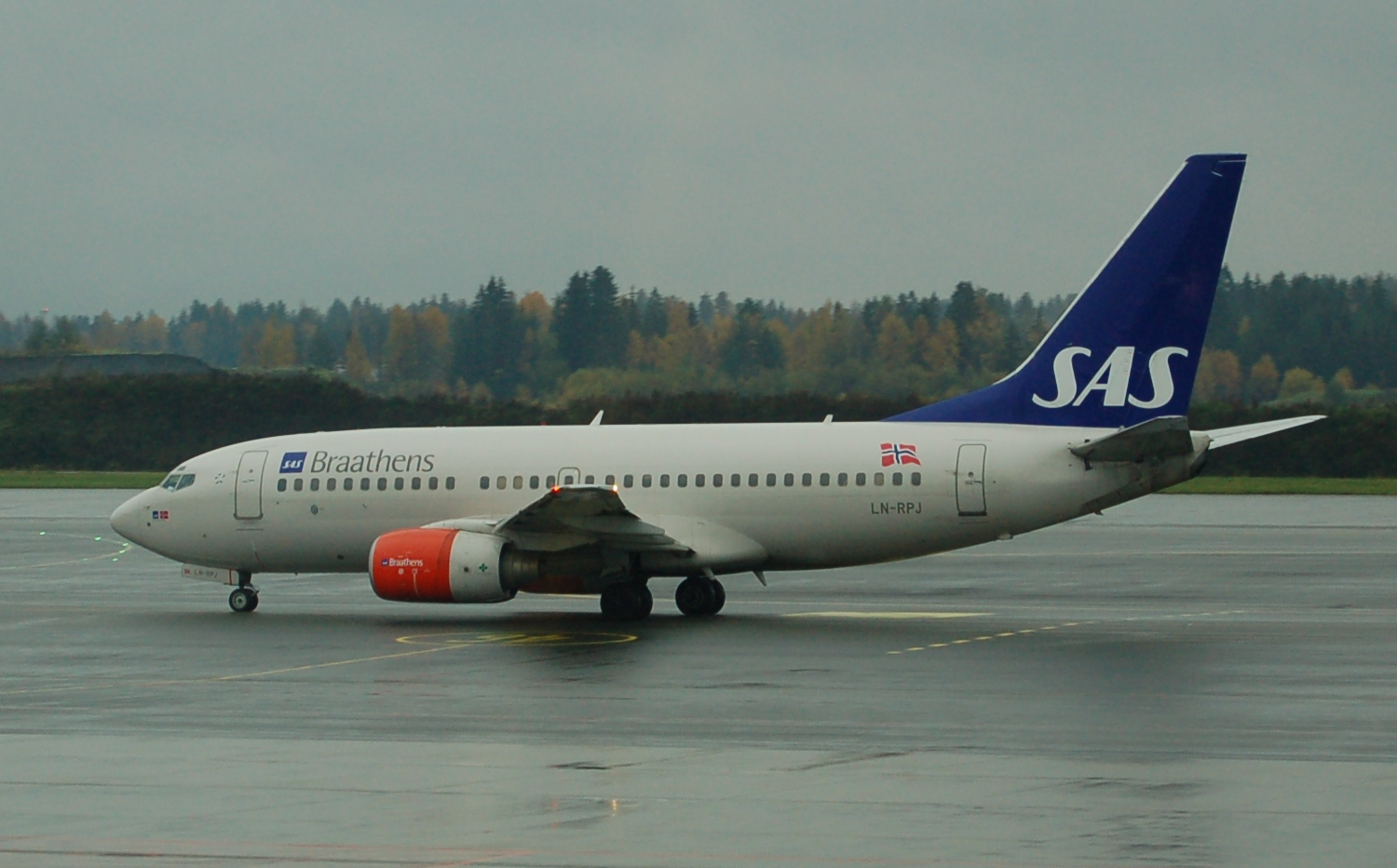
Eine Boeing 737-700 der SAS Braathens im Jahr 2006

Die Best/Back-Strategie versagte. Braathens machte deshalb Verluste und verlor Passagiere an die Konkurrentin SAS. Die ehemaligen voll zahlenden Passagiere kamen so zu günstigen Back-Tickets. Mit Color Air, Norwegens erster Billigfluggesellschaft, brach ein Preiskampf aus. Color Air ging nach nur 13 Monaten in die Insolvenz. Auch Braathens litt unter dem Preisdruck, konnte aber zunächst überleben. SAS verlor zwar auch Geld, konnte das aber durch ihr internationales Geschäft und die nationalen Geschäfte in Dänemark und Schweden kompensieren. 
Braathens erholte sich nie wieder von diesem Preiskampf, der allgemeine Rückgang auf dem Flugmarkt trug das Seinige dazu bei. Im Jahr 2002 kaufte SAS Scandinavian Airlines die Gesellschaft, jedoch ohne Malmö Aviation, die noch heute der Familie Braathens gehört. Am 1. April 2004 wurden Scandinavian Airlines Norway und Braathens zu SAS Braathens zusammengelegt. Norwegian Air Shuttle, die bis dahin für Braathens Flüge durchgeführt hatte, entschied, unter dem Label norwegian.com eine eigene Billigfluggesellschaft zu gründen, die bis heute besteht.
Zum 1. Juni 2007 wurde die Marke Braathens letztendlich abgelegt, das Unternehmen trat seither unter dem Namen SAS Norge auf. Im Oktober 2009 wurde die Gesellschaft schließlich vollständig (inklusive Flotte und Markenauftritt) in die Muttergesellschaft SAS Scandinavian Airlines integriert und aufgelöst.

## Flotte

### Flotte bei Betriebseinstellung
Im Oktober 2009 wurden die letzten Flugzeuge der SAS Norge, mehrere Boeing 737, an die Muttergesellschaft SAS Scandinavian Airlines übergeben.
| Flugzeugtyp    | Anzahl | von  | bis  | Anmerkungen             |
| -------------- | ------ | ---- | ---- | ----------------------- |
| Boeing 737-400 | 7      | 1989 | 2009 | wurden an SAS übergeben |
| Boeing 737-500 | 17     | 1990 | 2009 | wurden an SAS übergeben |
| Boeing 737-700 | 9      | 1998 | 2009 | wurden an SAS übergeben |

### Zuvor eingesetzte Flugzeuge
Die Gesellschaft betrieb seit ihrer Gründung 1946 eine Vielzahl unterschiedlicher Flugzeugmuster mehrerer Generationen:
| Flugzeugtyp               | Anzahl | von  | bis  | Anmerkungen |
| ------------------------- | ------ | ---- | ---- | ----------- |
| Boeing 737-200            | 20     | 1969 | 1994 |             |
| Boeing 767-200            | 2      | 1984 | 1986 |             |
| Cessna 206 Super Skywagon | 1      | 1964 | 1966 |             |
| De Havilland DH.114 Heron | 7      | 1952 | 1960 |             |
| Douglas DC-3/C-47         | 2      | 1947 | 1964 |             |
| Douglas DC-6A/C           | 1      | 1961 | 1965 |             |
| Douglas DC-6B             | 7      | 1962 | 1973 |             |
| Douglas C-54 Skymaster    | 6      | 1947 | 1966 |             |
| Fokker F-27 Friendship    | 8      | 1958 | 1977 |             |
| Fokker F28 Fellowship     | 6      | 1969 | 1986 |             |
| Gesamt                    | 93     |      |      |             |

Die Boeing und Fokker der Gesellschaft waren nach norwegischen Königen benannt.

## Zwischenfälle
Von 1956 bis zur Betriebseinstellung 2009 kam es bei Braathens SAFE zu zwei Totalschäden von Flugzeugen. Bei beiden wurden insgesamt 42 Menschen getötet. Vollständige Liste:
- Am 7. November 1956 kam es mit einer De Havilland Heron 2B der Braathens SAFE (Luftfahrzeugkennzeichen LN-SUR) bei starkem Schneefall zu einer Bruchlandung auf dem Berg Hummelfjell in Tolga, Norwegen. Der Kapitän und ein Passagier wurden getötet, während der verbleibende Pilot und die restlichen 9 Passagiere überlebten. Der Unfall in Hummelfjell war der erste tödliche Unfall von Braathens SAFE. Die Ursache des Unfalls war eine ungewöhnlich starke Vereisung und ein starker Luftstrom nach unten (siehe auch Braathens-S.A.F.E.-Flug 253).[4]

- Am 23. Dezember 1972 wurde eine Fokker F28-1000 Fellowship der Braathens SAFE (LN-SUY) beim Anflug auf den Flughafen Oslo-Fornebu in einen Berg geflogen (CFIT, Controlled flight into terrain). Bei dem Unfall wurden 40 der 45 Insassen getötet (alle 3 Besatzungsmitglieder und 37 Passagiere). Der Kapitän hatte während des Anflugs ein privates Funkgespräch mit dem Fluglotsen über Weihnachtsthemen geführt. Dabei geriet die Maschine mehr als 7 Kilometer vom Kurs ab und 500 Meter unter den Gleitpfad, bis sie schließlich 16 Kilometer westlich des Flughafens im Wald einschlug (siehe auch Braathens-S.A.F.E.-Flug 239).[5]